# فهل-ریتزهاوزن
فهل-ریتسهاوزن (به آلمانی: Fehl-Ritzhausen) یک شهر در آلمان است که در وستروالدکرایس واقع شده‌است.